# TWILIGHT EXPRESS
TWILIGHT EXPRESS（トワイライトエクスプレス）は、ミュージックバードで2006年4月2日から2008年3月30日まで放送されていた番組。放送時間は、毎週日曜日の21:00 - 22:00（JST）。

## 概要
810MCをパーソナリティとして、エンターテイメント情報や、ゲストトークなどを繰り広げる。

## 出演者
- 810MC
- さな
- 丸居沙矢香
- 中村真弓

## コーナー
- SPECIAL EDITION

毎回音楽、芸能、スポーツなどで活躍している人をゲストとして招き、トークする。
- TWILIGHT STATION

リスナーからのメッセージを紹介する。